# 51
51 (LI) a fost un an obișnuit al calendarului iulian.

## Nașteri
- 24 octombrie: Domițian (Titus Flavius Domitianus), împărat roman dinastia Flaviilor, din 81 (d. 96)